# 비외포르구

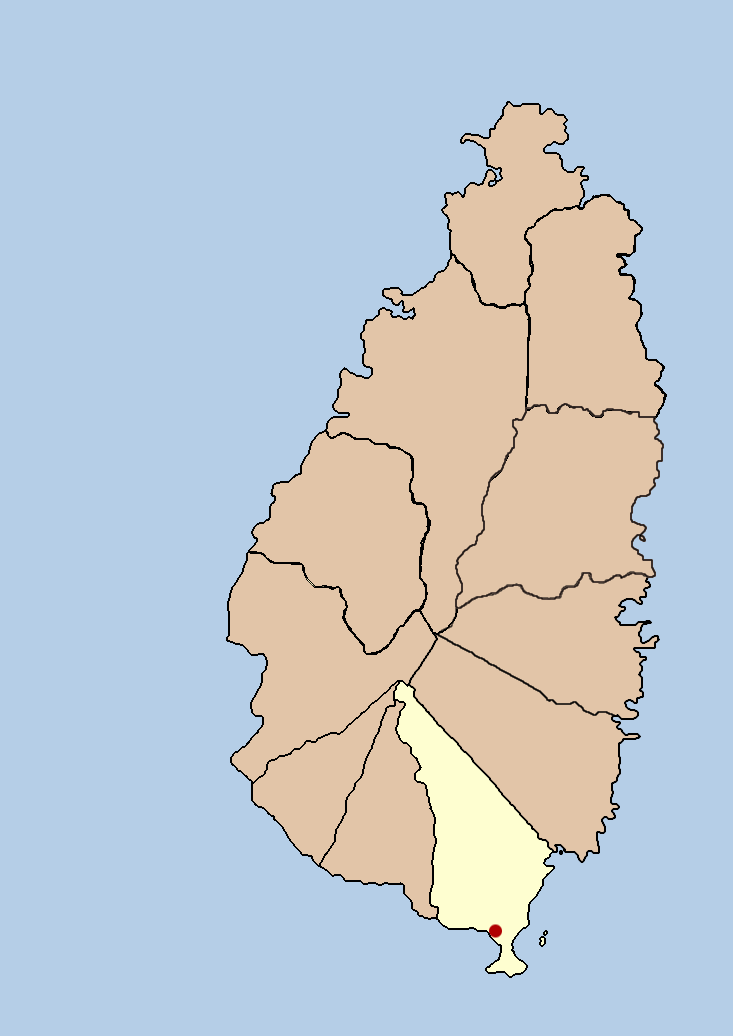
비외포르 구의 위치

비외포르구(영어: Vieux Fort Quarter)는 세인트루시아 남동부에 위치한 구로 면적은 44km2, 인구는 16,329명(2001년 기준)이다.